# Torneo de Debate Con Acento Jóvenes Promesas
Torneo de Debate Con Acento Jóvenes Promesas, también conocido como Torneo de Debate Jóvenes Promesas o Torneo de Debate Con Acento,  es un Torneo de debate académico anual que reúne a estudiantes de bachillerato de toda España. En él compiten dialécticamente sin conocer la postura a defender hasta el comienzo del debate. Un equipo de Jueces determina el vencedor sobre la base de una serie de criterios. Durante sus pasadas siete ediciones el torneo se ha consolidado obteniendo una amplia repercusión y cuidándose como una actividad académica prestigiosa y de excelencia, siendo el Torneo con más participantes del país [cita requerida]. Su primera edición fue en 2010.

## Formato

### Debate de competición
El debate de competición es una disciplina de debate académico. Dos equipos de dos o más oradores (en Jóvenes Promesas están formados por cuatro), representantes en este caso de colegios o institutos, y un capitán (en el caso de Jóvenes Promesas, profesor del centro), se enfrentan dialécticamente y contraponen argumentos razonados sobre la base de evidencias.

### Tema propuesto
La organización propone uno o más temas con antelación suficiente para que los equipos analicen ambas posturas, preparen y elaboren una estrategia discursiva y un dossier de evidencias.
Jóvenes Promesas plantea siete temas diferentes, dos en Andalucía y uno en el resto de sedes, todos relacionados que confluyen en una publicación con los argumentos más relevantes expuestos a favor y en contra por los debatientes.
Los debatientes desconocen la postura que les tocará defender hasta momentos antes del debate, dónde se realiza el sorteo de posturas.

### Intervenciones
Cada equipo tiene cuatro turnos de palabra para defender su tesis: Introducción, dos refutaciones y conclusiones, todos de cuatro minutos salvo el último, de tres.
No ajustar el tiempo está penalizado y los oradores suelen acabar su discurso coincidiendo que el cronómetro marque cero preciso, sin pasarse del tiempo permitido pero sin que le sobre.
Durante los turnos de introducción y conclusiones no se puede interrumpir al orador que tiene el uso de la palabra. Durante las refutaciones es el orador el que debe conceder, a petición del contrario, la palabra para que éste realice, en todo caso, preguntas que duren menos de quince segundos. Las intervenciones del equipo contrario deben estar formuladas como preguntas.

### Jurado
Para determinar el ganador de cada debate existe un jurado. El jurado está compuesto por tres o más personas: un juez principal, de la organización, con dilatada experiencia en debate de competición, un profesor universitario y una última persona de relevancia en el ámbito profesional, de la comunicación, etc.
El jurado dictamina el vencedor en torno a una serie de ítems propuestos por la organización y presentes en el reglamento, que evalúan desde el lenguaje no verbal (mirada, posición, seguridad, presencia...) al lenguaje verbal (adecuación del lenguaje, ritmo, tono y silencios, comienzos cautivadores y finales contundentes, léxico...), pasando por el fondo argumental (rigor, variedad y análisis de evidencias, variedad de argumentos, fuentes utilizadas…).
No obstante, a pesar de los puntos obtenidos, si existe consenso entre los miembros del jurado pueden declarar un ganador por “sensación general”.
Para que no existan diferencias entre las tripletas de jurados la organización forma a los jueces sin experiencia y establece una serie de pautas para unificar criterios.
Tras el veredicto, los jueces deben motivar su decisión a los debatientes en una reunión de carácter didáctico donde explican aspectos a mejorar.

### Fase final
Los vencedores de cada fase autonómica obtienen el pase a una edición de campeones para determinar el ganador nacional de Jóvenes Promesas.

## Origen y Evolución del Torneo
Jóvenes Promesas es el primer torneo que se organiza en España para alumnos pre-universitarios [cita requerida].
Su primera edición, donde participan 24 equipos, se celebra el 18, 19, 20 y 21 de febrero de 2010.
Sus fundadores son un grupo de estudiantes de la Universidad Pablo de Olavide y cuenta con los siguientes objetivos: primero, impactar con el talento de los jóvenes, y segundo, defender la riqueza del habla andaluza, si bien este último objetivo ha evolucionado la forma de expresarse, cultura e identidad propias de cada región.
En el año 2011 los organizadores inician un proyecto emprendedor llamado Con Acento que pasa a organizar el torneo.
En el año 2012 el torneo se consolida y se expande a nivel nacional, organizando ediciones autonómicas en una primera fase 2013 en Andalucía, Asturias, Cantabria, Extremadura, Murcia y La Rioja.
En el año 2013 se suma al proyecto la Organización No Gubernamental Ayuda en Acción, que propone uno de los temas de la 4a edición [cita requerida].
En 2016 está prevista la realización del torneo en todas las Comunidades Autónomas [cita requerida].
En 2017 se realizó el torneo en 14 provincias de España [cita requerida].

## Impacto
Jóvenes Promesas ha tenido desde su origen un alto impacto mediático [cita requerida]. El torneo ha contado con sedes como los Reales Alcázares de Sevilla, el Ayuntamiento de Sevilla, Parlamento de Andalucía, Universidad Pablo de Olavide, etc [cita requerida].
Han sido Jueces del mismo el Presidente de la Junta de Andalucía José Antonio Griñán, el Consejero de Innovación Antonio Ávila, el Presidente de la Federación Española de Municipios y Provincias y alcalde de Sevilla Juan Ignacio Zoido, el Defensor del Pueblo Andaluz José Chamizo, la cantante Zahara, ahora miembro de la organización, y diferentes personalidades del mundo de la comunicación, empresa, etc.
El 21 de diciembre de 2012 Torneo Jóvenes Promesas fue galardonado con el Premio Andalucía Joven en la categoría Universidad por su “Promoción del debate como herramienta docente innovadora”, REF distinción que comparte con los cantantes Manuel Carrasco y Pablo Alborán, la medallista olímpica Marina Alabau y el futbolista Sergio Ramos, el presentador Manu Sánchez o la actriz María León, entre otros [cita requerida].

## Organización del Torneo
El torneo es organizado por Con Acento. Es gratuito para sus participantes y ha contado con patrocinadores diversos como Junta de Andalucía, Renfe, Cajasol, Parlamento de Andalucía, Ayuntamiento de Sevilla, Universidad Pablo de Olavide o el Defensor del Pueblo Andaluz, entre otros [cita requerida].
Desde su origen el director del torneo es Pilo Martín y en la actualidad la subdirectora es la cantante Zahara [cita requerida].

## Temas tratados

### 2010
¿Es la energía nuclear una respuesta energética válida? [cita requerida]
¿Es pertinente la enseñanza de “Educación para la ciudadanía” en la educación Pre-Universitaria? [cita requerida]

### 2011
¿Favorece la globalización a los países subdesarrollados? [cita requerida]
¿Justifican las medidas de seguridad los sacrificios de derechos civiles? [cita requerida]

### 2012
¿Han favorecido positivamente las redes sociales en internet a la sociedad? [cita requerida]
¿Es factible el medio ambiente con los niveles de confort actual? [cita requerida]

### 2016
¿Son alcanzables los objetivos del desarrollo sostenible? [cita requerida]
¿Son factibles los 7 objetivos del milenio? [cita requerida]

### 2017
¿Debe prohibirse la venta de alimentos no saludables a menores? [cita requerida]
¿Debe limitarse la inteligencia artificial de las máquinas? [cita requerida]

## Ganadores del Torneo
| Año  | Campeón                                     | Finalista                                  | Mejor Orador/a                                         |
| ---- | ------------------------------------------- | ------------------------------------------ | ------------------------------------------------------ |
| 2016 | IES Ávarez Cubero, Priego de Córdoba        | Colegio Buen Pastor, Sevilla               | Martín del Trigo, Colegio Buen Pastor, Sevilla         |
| 2015 | Colegio Internacional SEK Alborán, Almería  | Colegio Buen Pastor, Sevilla               | Alberto Ruiz, La Salle Virgen del Mar, Almería         |
| 2014 | IES El Getares, Algeciras, Cádiz            | Colegio Buen Pastor, Sevilla               | Álvaro Laviana, Colegio Buen Pastor, Sevilla           |
| 2013 | Colegio Santa María de la Victoria, Córdoba | Colegio Internacional SEK Alborán, Almería | Ana Barranco, SEK ALborán, Almería                     |
| 2012 | Colegio Internacional SEK Alborán, Almería  | Colegio La Salle, Córdoba                  | Ainara Fernández, SEK Alborán, Almería                 |
| 2011 | Colegio Buen Pastor, Sevilla                | Colegio Maristas San Fernando, Sevilla     | Javier Soto, Maristas, Sevilla                         |
| 2010 | IES San Juan de la Cruz, Úbeda (Jaén)       | Colegio Alemán Alberto Durero, Sevilla     | Rogelio de La Torre, San Juan de la Cruz, Úbeda (Jaén) |